# Musée des Matériaux du Centre de Recherche sur les Monuments Historiques
Musée des Matériaux du Centre de Recherche sur les Monuments Historiques (Muzeum materiálů Výzkumného centra historických památek) je muzeum v Paříži. Nachází se v Palais de Chaillot v 16. obvodu. Muzeum je součástí Centre de recherche sur les Monuments historiques sídlícího v Charenton-le-Pont, které zřizuje francouzské ministerstvo kultury. Muzeum shromažďuje a představuje materiály a techniky užívané výzkumným centrem při restaurování historických památek. Muzeum je uzavřeno z důvodu probíhajících stavebních prací.